# Lydia Maria Adams DeWitt
Lydia Maria Adams DeWitt, född 1859, död 1928, var en amerikansk forskare (patolog).  
En krater på Venus har fått sitt namn efter henne. 